# Amrit (Syrie)
Pour les articles homonymes, voir Amrit.
Amrit, ou encore Amrith, en arabe : عمريت (Marathos en grec ancien), est un site archéologique phénicien qui se trouve sur la côte, face à l'ancienne cité d'Arouad (ou Arwad), qui occupait une ile et se situait à 5 km environ au sud de Tartous en Syrie. Le temple de Melqart disposait d'un bassin alimenté par une source, des nécropoles ont été implantées alentour. Les restes d'un stade remontant à l'époque phénicienne ont également été identifiés.

## Découverte et fouilles
- En 1860 et 1861, l'archéologie Ernest Renan entreprit des fouilles au sein de la cité antique d'Amrit, mettant ainsi au jour un sanctuaire religieux, un village antique et également une nécropole[1].
- Dans les années 1950 — 1954 et 1955 — , ainsi qu'en 1965, une deuxième et troisième campagnes de fouilles révélèrent l'ensemble de l'aire couverte par le site antique phénicien. De ces mises en lumière, les spécialistes obtinrent une vue d'ensemble et une perspective relativement correctes et purent ainsi établir les plans au sol des vestiges d'Amrit[1].
- Les fouilles effectuées en 2003, furent marquées par la découverte d'une galerie et d'un arc monumentaux édifiés par le biais d'une percée à même d'un surplomb rocheux et situés en face de stèles funéraires appartenant à la nécropole royale. Ces vestiges monumentaux syriens sont assignables au IIe siècle[2].
- Plus récemment, en 2005, une quatrième série de fouilles permit de mettre au jour un tombeau que l'on peut attribuer à l'époque hellénistique[1].
- Enfin, en 2010, les dernières fouilles opérées sur le complexe antique urbanistico-religieux sous la direction de Michel Al-Maqdissi, mettent en évidence différents points ayant trait au site d'Amrit, lesquels demeuraient jusqu'alors approximatifs et flous. Notamment, l'analyse du tell sur lequel repose une partie des vestiges archéologiques, fournit une approche globale et détaillée des différentes étapes de l'histoire du site antique[1].

## Le Tell d'Amrit
Le tell — c'est-à-dire, une formation en monticule induit par la superposition de plusieurs strates architecturales d'époques différentes —, est localisé à l'est du sanctuaire appartenant au site d'Amrit. Grossièrement, il se présente sous la forme d'un carré de 110 mètres de côté. Le promontoire artificiel est l'objet d'une analyse stratigraphique poussée au moyen d'une tranchée obtenue par une technique d'excavation circonscrite directement au sein du tell. L'équipe archéologique, sous la houlette de Michel Al-Maqdissi — actuel Directeur de la Recherche et des Fouilles de la République Arabe de Syrie —, met en lumière de nombreuses découvertes essentielles à la compréhension de l'histoire et des caractéristiques architecturales du complexe antique d'Amrit.
Dans une moindre mesure, le Directeur de l'Archéologie Syrienne nous éclaire également sur l'origine de la forme carrée de la butte artificiel. En faisant appel à une méthodologie par étude comparative, il démontre que cette dernière serait à imputer à une culture de typologie amorite.
- Il est attesté que le site phénicien n'a jamais subi de développement urbanistique. Les analyses stratigraphiques démontrent également qu'Amrit n'a été l'objet d'aucune sorte de processus d'hellénisation[1].
- Dans un second temps, on peut mettre en évidence que le tell, lequel est pourvu de 9 strates distinctes, recouvre neuf périodes chronologiques différentes. Incidemment, le tell représentant un témoin, voire un échantillon du site d'Amrit, on peut en conclure que ce dernier est gradué de neuf époques s'étalant sur une vaste amplitude chronologique[1].

## Périodes chronologiques du site
Factuellement, la mise au jour du tell et l'étude des différentes couches chronologiques, permet d'appréhender une datation approximative — mais scientifiquement attestée — de la fondation du complexe antique jusqu'à son abandon.
- Le début du IIIe millénaire av. J.-C. marque les premières attestations de présence humaine[1].
- La deuxième phase chronologique s'échelonne de -2600 à -2500; elle survient au cours du processus dit de deuxième révolution urbaine. Les nombreuses céramiques retrouvées in situ du tell fournissent un indice concret venant étayer ce postulat[3].
- La troisième période chronologique recensée est assignable au début du IIe millénaire av. J.-C. Cette dernière correspondrait à l'occupation de l'aire du site et de ses alentours, par une dynastie amorite. Les vestiges mis au jour de constructions murales ouvragées au moyen de roches taillées, mais également de tombes s'élevant sous forme de cylindre, témoignent de cette occupation. En outre, la découverte de diverses reliques appartenant à la même époque, viennent renchérir les édifications architecturales ajourées: des haches caractérisées par leur ouvertures travaillées au sein de la lame; des céramiques à boire cannelés particularisées par une couche externe façonnée de métal, ou encore des cruches ovales lissées et pourvues d'un aspect brillant[3].
- Aux environs de -1500 / -1200, on observe une extension du village d'Amrit. Les nombreux vestiges d'habitats dotés de surface en terre battue, couplés à la présence de poteries autochtones, lesquelles se présentent de manière épurée, lissée et alternant une stylistique figurative à une stylistique de pigmentation. Cette ère chronologique est à attribuer à la prééminence cananéenne au sein de la région dans laquelle Amrit s'inscrit[3].
- La cinquième phase a pour occurrence les environs de 1175 av. J.-C. Cette période se matérialise par une strate composée d'éléments charbonneux et relativement mince. D'après Michel Al-Maqdissi — lequel a procédé à l'identification et l'analyse de celle-ci — , elle serait à mettre en corrélation avec une série d'invasions imputables aux populations méridionales originaires du territoire proche-oriental de l'Amourrou — c'est-à-dire une région localisée à la frontière des actuels Liban et Syrie —. Factuellement, ces peuples sont très probablement à l'origine de destruction massive de sites phéniciens littoraux, dont celui d'Amrit[3].
- La sixième prend place à la conclusion du IIe millénaire av. J.-C. et au commencement du Ier millénaire av. J.-C. Celle-ci se distingue par une émancipation géopolitique des comptoirs phéniciens de côte nord-syrienne. Cette modification régionale se concrétise par la présence de maints sites d'extraction pierreuse d'origine calcaire, lesquels possèdent la particularité d'être ajourés — à noter que lesdites pierres extraites sont également appelées ramleh —. Cette observation illustrerait ainsi un processus dynamique d'édification, d'œuvrement[Quoi ?] et, par ailleurs de stabilité territoriale[3].
- Au cours du Second Âge du fer proche-oriental — aux alentours du VIIe siècle av. J.-C. et du VIe siècle av. J.-C. — le site côtier d'Amrit voit s'épanouir une grande activité religieuse, que l'on peut remarquer par le biais de nombreuses ruines d'édifications votives retrouvées in situ du tell et se répartissant également sur l'ensemble du complexe archéologique. Le complexe architectural phénicien devient, à partir de cette époque, un lieu de pèlerinage majeur dont le rayonnement s'étend sur la globalité du littoral Nord-Est méditerranéen. En outre, on peut observer un nouveau dynamisme d'extension du village, quand bien même celui-ci demeure manifestement de typologie proto-urbaine[3].

## Le Sanctuaire d'Amrit
Comme nous l'avons remarqué précédemment, le VIe siècle av. J.-C. participe d'un essor explicite du potentiel votif du site phénicien. C'est au sein de cette période que le temple d'Amrit est édifié.

### Le culte de Melqart à Amrit

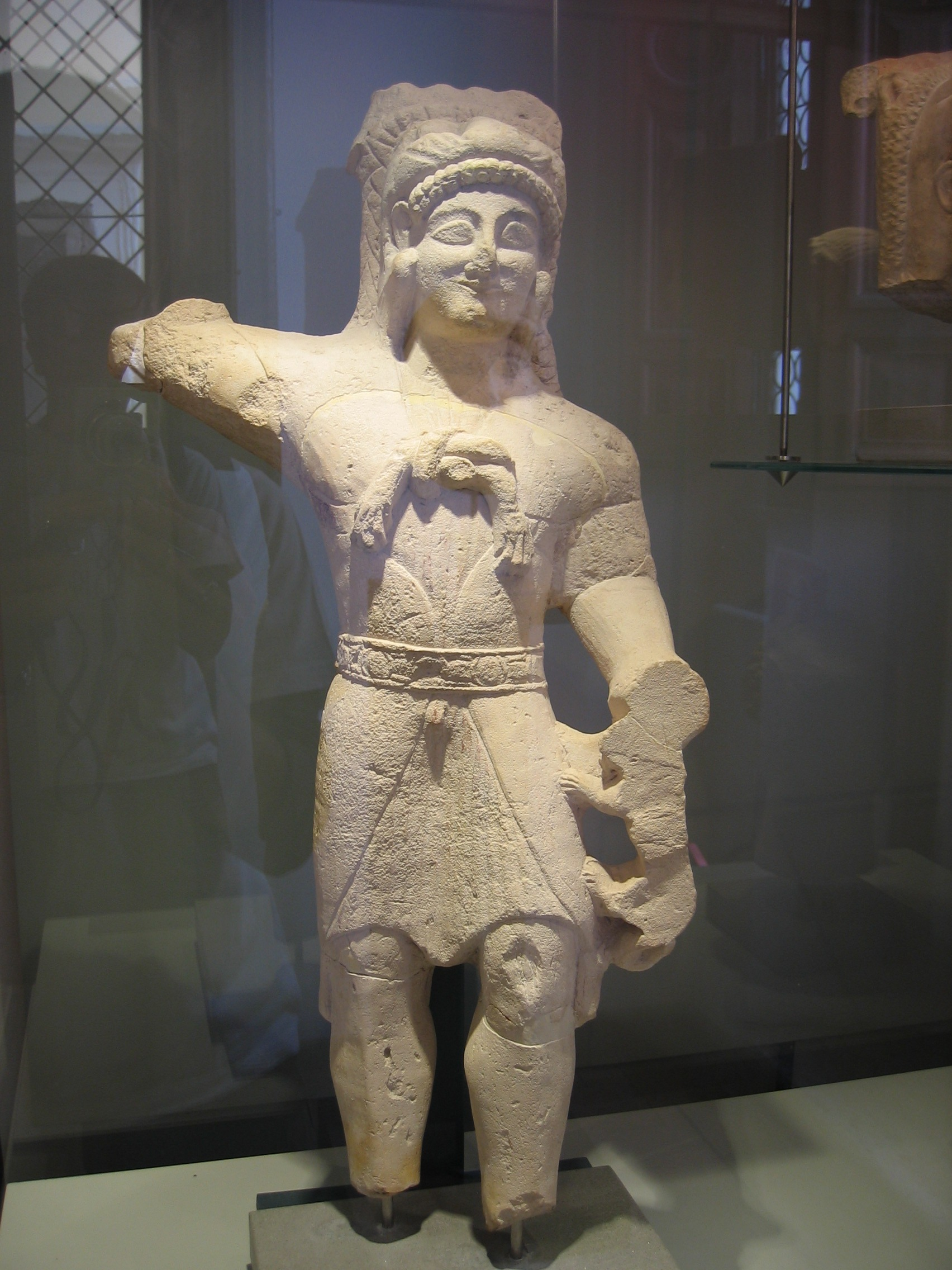
Statue représentant le dieu Melqart/Héraclès, datant du, exposé dans un musée chypriote.

- Il est attesté que l'imposant sanctuaire est dédié au dieu Melkart — également dénommé Melqart —. De nombreuses sculptures de petite taille et divers artéfacts religieux mis au jour in situ d'une favissæ — autrement dit, une sorte de fosse dédiée aux objets votifs —, vient créditer et matérialiser cette thèse[3]. Melqart se présente telle une divinité de culture phénicienne, dont les attributions sont essentiellement de type céleste. On s'accorde également à le définir comme étant le dieu protégeant la communauté d'Amrit et, plus généralement du peuple phénicien et de son implantation au sein de la région du littoral méditerranéen[3],[2],[4].
- Il est par ailleurs notable que la divinité phénicienne est soumise à un processus d'assimilation par la civilisation grecque, apparaissant sous les traits de la figure panthéonique hellène, Héraclès[3],[2],[4].
- En dépit de cette synthèse théomorphique, au cours du IVe siècle av. J.-C., lequel est notamment l'objet de la conquête du Proche-Orient par Alexandre le Grand — précisément en -333 av. J.-C. — et également la mise en place de la dynastie des Séleucides, le culte voué à Melqart sur le site antique d'Amrit est relativement préservé. En outre, le temple qui lui est dédié ne subit aucun remaniement architectural[4],[5].
- En revanche, on peut observer une sorte de régression de l'activité cultuelle relative au dieu Melkart, que l'on peut assigner à la fin de la première moitié du IIe siècle av. J.-C. Il serait très probable que ladite baisse d'activité soit la conséquence de la destruction partielle du sanctuaire[4],[5].

### Description du sanctuaire
- S'il on fait abstraction de l'apparente ruine de l'édifice religieux, laquelle est à octroyer à une importante résurgence sismique survenue aux alentours de -150 av. J.-C., ce dernier se présente remarquablement bien préservé et se pourvoit d'une excellente intégrité architecturale en regard des autres différents temples phéniciens mis au jour[5],[4].

Néanmoins, la reconstitution du complexe cultuel s'élabore essentiellement par extrapolation et sa restauration, compte tenu de sa typologie architecturale originale, demeure contraignante. Les hypothèses et conjectures émises auparavant par la Mission Archéologique Syrienne, induiraient à penser que la vie religieuse liée au temple aurait régressé à cette même époque du milieu du IIe siècle av. J.-C. L'expertise sismologique permettant d'établir le schéma d'effondrement des différents éléments constituant le sanctuaire, vient corroborer ces primes conjectures. De facto, on peut remarquer que les blocs formant le haut des portiques, du portail monumentale et ceux structurant le naos central, gisent disséminés sur l'ensemble de l'aire circonscrite au temple de Melkart, voire au-delà,.
- Le bâtiment religieux phénicien est pourvu d'une importante creusée en terrassement à ablutions, située au centre de ce dernier. La monumentale cuvette hydraulique se présente sous une forme carrée, excavée à même la roche. La face septentrionale de celle-ci, dotée d'une large saillie, vient directement se jouxter avec le val de la rivière courant sur le site antique, la Nahr Amrit. Il est très probable que les pratiquants vouant un culte au dieu Melkart, s’octroieraient un rite de purification par l'eau, in situ de l'excavation rocheuse et ce, à la suite des louanges et dédicaces religieux[4].

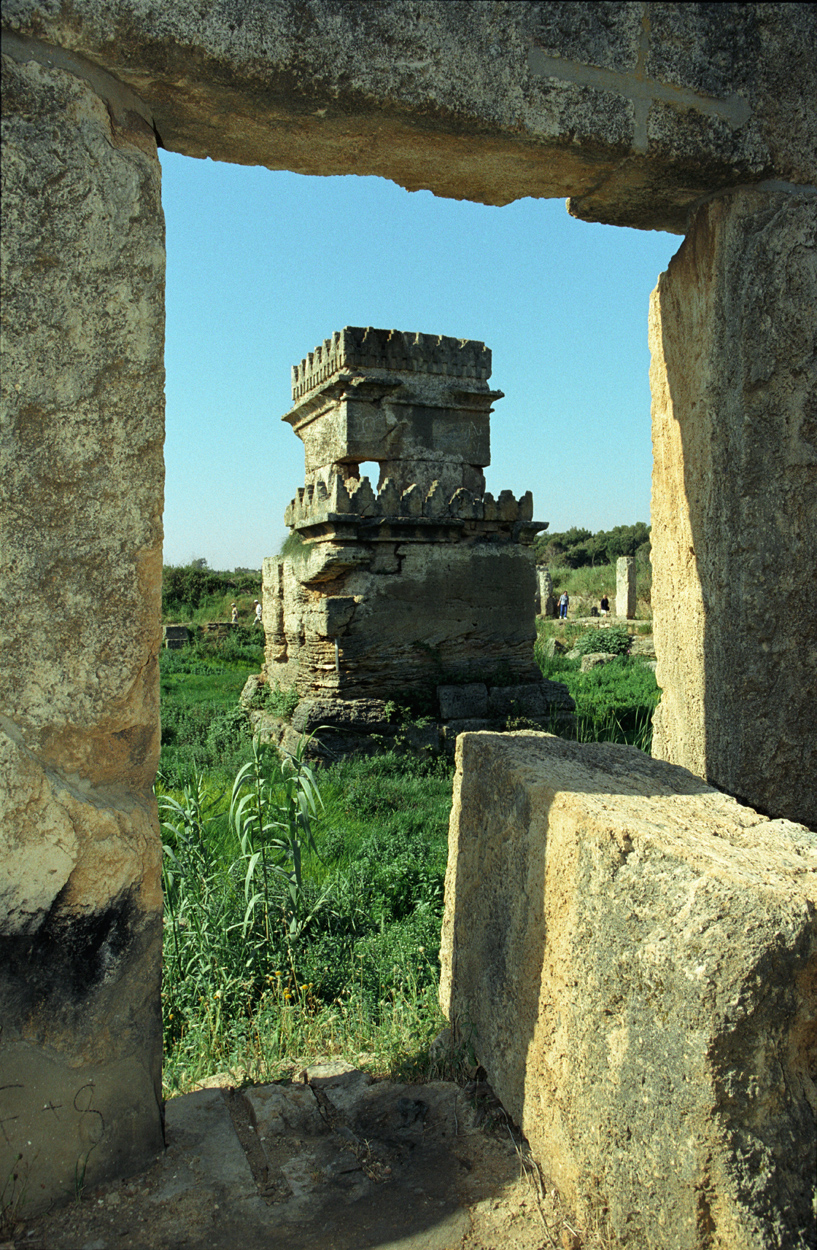
Sanctuaire de Melqart; on peut observer au centre, au second plan, les ruines du naos.

- La construction cultuelle est agrémentée de trois portiques encadrant une cour intérieure. Chacune des trois colonnade se superpose à une sorte de petit gradin à un seul degré recouvrant 5 mètres de large environ. En outre, ces dernières sont munies d'un entablement venant s'y juxtaposer. Les colonnes constituant les portiques comportent des fûts de type quadrangulaire — autrement dit, à quatre angles, ou carré —, agrémentés d'une double corniche traditionnelle sculptée et peinte — également dite gorge égyptienne —[4].

On peut observer une sorte de vestibule monumental sis en façade du temple, lequel fait office d'accès à la cour intérieure. Au centre du temenos — c'est-à-dire l'esplanade sacrée, ou ici la cour —, se tient un genre de cella de taille imposante et pourvue de 2,5 mètres de hauteur; celle-ci côtoie le bassin à ablution susmentionné. À l'instar de ce dernier, la cella est notablement dépourvue de façade nord la faisant également s'épanouir au-devant du lit du cours d'eau Nahr Amrit.
- À titre de comparaison, les temples achéménides tels que celui localisé à Byblos et également celui appartenant au site antique de Sidon, possèdent de réelles similitudes avec le sanctuaire d'Amrit, notamment au regard de la conception des portiques, du vestibule d'entrée de l'enceinte et du monumental ouvrage de terrassement destiné aux ablutions purificatrices. À l'instar des deux temples cités ci-dessus, le complexe votif est essentiellement constitué de blocs de pierre calcaire de couleur ocre clair — les fameux ramleh —. De même, la mise en œuvre architecturale globale et la stylistique dont il est pourvu, apparaissent relativement épurées[4],[5].
- En revanche, la cella — ou naos —, est dotée d'une typologie architecturale propre aux sanctuaires levantins de la période hellénistique. En ce point, le naos du temple demeure comparable à ceux des temples de temples de Baal, ou encore de Baalshamin, situés au sein du site antique de Palmyre. De nombreux éléments constituant la cella, et mis au jour in situ du bassin central, concrétisent cette proposition. Toiture plane, propylée formé de colonne de typologie corinthienne, merlons à degrés semblent doter ladite cella[4].

### Les autres temples: L'existence d'un pluralisme cultuel tardif
Outre le sanctuaire dédié à Melqart, on recense différents édifices religieux qui s'éparpillent sur le site levantin — dont l'un, le plus notable, est localisé à seulement 400 mètres du temple de Melkart; on y a mis au jour in situ divers artéfacts remarquables, tels que des situles de fabrication et/ou d'origine probablement égyptienne. Il est attesté qu'ils sont conçus postérieurement de celui-ci, notamment au cours du Ve siècle av. J.-C., du IVe siècle av. J.-C. et à la fin du Ier millénaire av. J.-C.. Les iconographies votives dédiées à d'autres divinités phéniciennes découvertes in situ ou à proximité des ouvrages cultuels — essentiellement sous forme de statuettes —, accréditent le postulat d'un multi-cultualisme tardif sur le site phénicien. Factuellement, ce dernier ayant un statut de lieu de pèlerinage, un processus d'emprunt à d'autres formes de dévotion demeure implicite.
Cependant, la figure panthéonique phénicienne protectrice de la ville — Melkart —, détermine la majeure partie de la vie religieuse d'Amrit et reste incontournable,,.

## Le stade d'Amrit: un monument précurseur

### Son contexte d'érection
Côtoyant le sanctuaire dédié à Melqart sur sa façade Est, on peut remarquer l'existence d'un stade à vocation compétitive. Les aires d'occupation respectives des deux constructions ne sont distinctes que par la présence du cours d'eau la Nahr Namrit. En outre, on peut remarquer que l'ouvrage olympique surmonte une colline peu élevée.
En ce qui concerne le contexte historique, à assigner à la fin du IVe siècle av. J.-C. — pour rappel: mise en place de la satrapie des séleucides au proche-orient antique —. La fondation du complexe sportif répond aux critères et canons culturels et religieux grecs. Ces derniers définissent, en particulier, une association systématique du temple principal d'un site à un édifice consacré à la compétition et à l'hygiène physique.
En revanche, l'existence de ce complexe sportif nous fournit la preuve indéniable que des compétitions phéniciennes sont organisées antérieurement à celles, plus connues, d'origine grecque. Cette observation suggère que la tradition d'épreuves et de concours physiques est adoptée et assimilée à l'extérieur de la Phénicie au cours de la seconde moitié du Ier millénaire av. J.-C..

### Une construction de type phénicienne
- De taille modeste, le stade est pourvu de sept degrés formant les gradins. Ces derniers sont munis d'une hauteur de 60 centimètres. Ils sont façonnés à partir de ramleh taillés sur l'ensemble de la face septentrionale, tandis que ceux de la face méridionale sont ouvragés dans la pierre rocheuse[6].
- Sur la face orientale, on peut distinguer une convergence des tribunes pour former un cintre — sorte de voûte, ou encore voussoir —, lequel est pourvu de deux terminaisons faisant office de portes d'accès. Ces deux porches possèdent chacun une largeur de 3,50 mètres. Il semblerait que ces deux points d'accès sont réservés au public — on a également pu identifier une troisième porte sur la face méridionale, celle-ci en revanche, échafaudée sous les tribunes. On suppose que cette dernière est dévolue aux compétiteurs. Néanmoins, à l'opposé de l'arche, sise sur la face occidentale, l'édifice olympique ne comporte aucune tribune[6].

On a pu évaluer que la construction destinée au sport possède une capacité d'accueil d'environ 11 200 spectateurs — en tenant compte d'une envergure moyenne de 40 centimètres par individu —.
- Le complexe olympique est également agrémenté d'une piste destinée à la course à pied. D'autre part, on peut observer qu'il est doté d'un terre-plein central dévolu à diverses épreuves physiques. Enfin, il faut souligner que le complexe est ouvragé à même l'environnement rocheux, probablement par le biais d'une technique d'excavation, à l'instar du bassin situé dans l'enceinte du sanctuaire de Melkart[5],[6].
- En dépit de son contexte d'édification, il est important de préciser que son architecture n'est indubitablement pas de typologie grecque ni romaine. D'après les analyses et les conjectures établis par l'archéologue français Ernest Renan dans son rapport de fouilles de 1860, l'édification du stade présente toutes les caractéristiques d'un ouvrage architectural phénicien, non seulement en regard de sa disposition générale, mais également en raison de son plan transversal[6].
- À l'instar de la globalité des stades olympiques dont elle est le prélude, l'arène d'Amrit se conforme aux critères de mensuration de ce type d'édifice. La construction possède une diagonale de 600 pieds, soit 192,27 mètres. Par ailleurs, l'arène olympique est pourvue d'une longueur de 220 mètres, pour une largeur de 30 mètres[6].

### Le rôle religieux du stade phénicien
Vraisemblablement, les dévots du sanctuaire phénicien, viennent s'y exercer ou encore s'y mesurer après avoir observer les rites cérémoniels et les pratiques ablusives. La construction olympique associée au bâtiment religieux tout proche, met en exergue la corrélation existant entre la compétition sportive et le culte de Melqart/Héraclès. Rappelons par le biais de cette proposition, qu'Amrit est rebaptisée Marathus au cours de la période hellénistico-romaine, et également que ce toponyme est ultérieument usité lors de la fondation la ville homonyme grecque. Ceci marque un témoignage de l'exportation du rite olympico-religieux dédié à Melkart/Héraclès.

## Les sites et structures funéraires d'Amrit

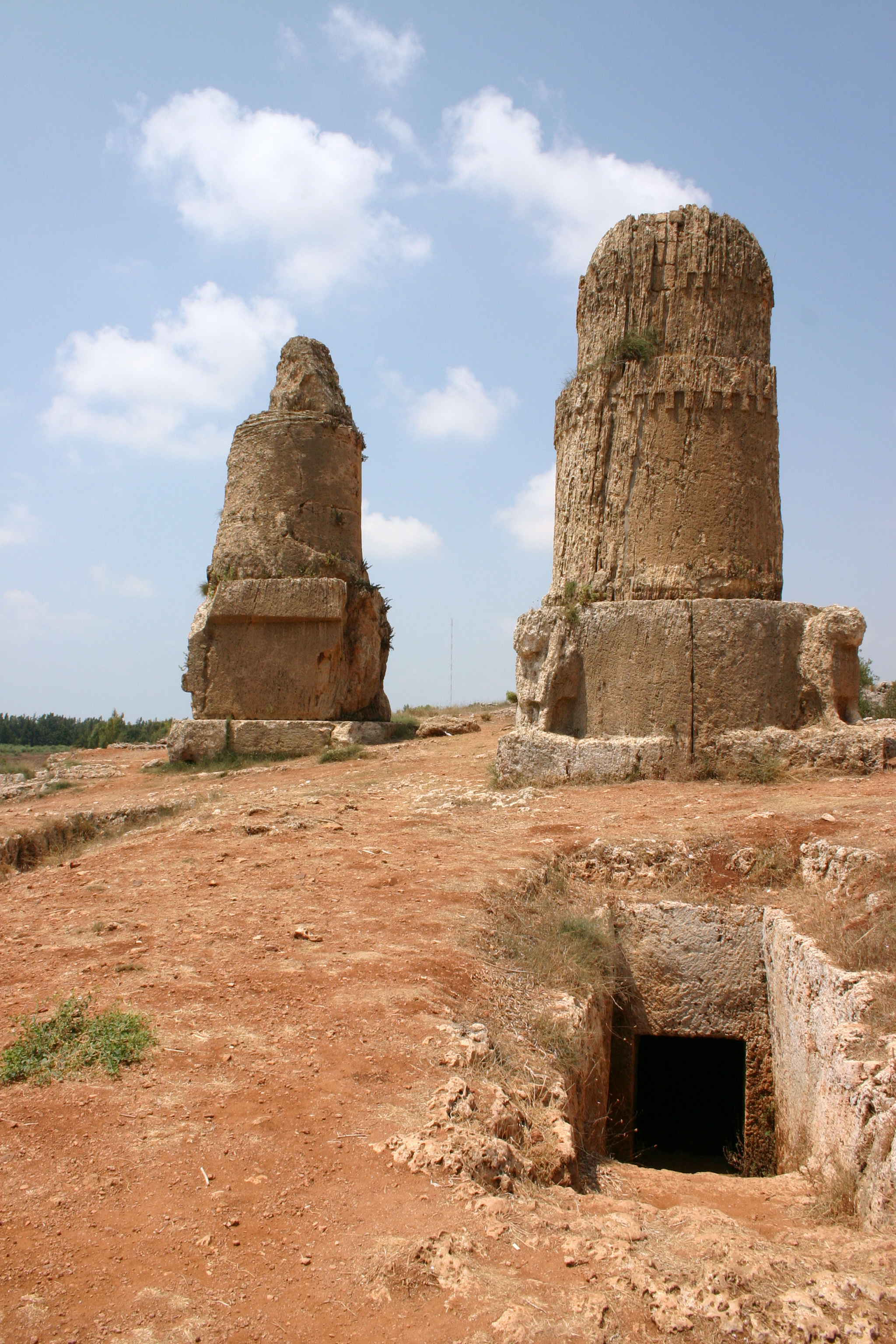
Tour-tombeaux quadrangulaires dans l'une des nécropole d'Amrit, Syrie.

### L'emplacement des nécropole: une configuration spatiale originale
À la périphérie du site d'Amrit des nécropoles de grande taille forment, associées aux zones d'extraction des ramleh, une sorte de croissant entourant l'aire médiane occupée par le tell et le sanctuaire dédié à Melqart. On peut établir un parallèle entre cette configuration géographique spécifique au site littoral nord-syrien, et celle tout aussi unique du site beaucoup plus méridional de Sidon. Ce dernier apparaît le seul dont le plan quartier par quartier soit similaire.

### Une grande variété des origines ethniques et géographiques des défunts
- Après examen par recoupement et études archéologiques, on a attesté que ces nécropoles abritent les restes de défunts originaires de l'île d'Arados — petite terre baignant dans la mer Méditerranée et située en face de la côte d'installation d'Amrit. En outre, on émet l'hypothèse que les vastes complexes funéraires accueilleraient en leur sein les ossements de pèlerins vouant un culte au dieu Melkart[2].
- Par ailleurs, les fouilles entreprises sous la direction de Michel Al-Maqdissi in situ des stèles funéraires localisées dans les différentes enceintes mortuaires, ont permis de mettre au jour plusieurs types de mobilier funéraire. De facto, les artéfacts et les reliques et/ou objets antiques constituant les viatiques se présentent tels des statuts sociaux des défunts. L'analyse, l'énumération et l'identification de biens funéraires, induisent à déterminer des positions hiérarchiques et/ou patrimoniales extrêmement variées[2].

### Une diversité des types de nécropoles
- Au sein de la plupart des complexes mortuaires, les fosses funéraires dévolues à chaque défunt sont ouvragées à partir de la pierre rocheuse propre à Amrit, se présentant alternativement de plain pied au sol ou accompagnées d'un bloc monolithique commémoratif doté d'une stylistique épurée[3].
- En outre, dans la zone septentrionale du site phénicien, les équipes d'archéologues ont mis au jour une nécropole de typologie hybride, c'est-à-dire que les classiques tombeaux rocheux côtoient des chambres funéraires pourvues d'un sarcophage de forme grossièrement humaine façonné soit en marbre, soit simplement en argile cuit[3].
- Pour autant, la diversité des types de nécropoles ne se résume pas à ces seuls points notables. On a d'autre part mis au jour des sites funéraires sis dans les aires méridionale et méridio-orientale d'Amrit, distinctes au regard des caractéristiques des tombes les dotant. Au sein de ces zones circonscrites, les fouilles ont notamment révélé ce que l'on peut créditer comme étant une nécropole royale. Celle-ci possède quatre hypogées — autrement dit, des constructions souterraines funéraires ouvragées par excavation et terrassement, lesquelles sont généralement munies d'un couloir d'accès, d'une chambre funéraire et parfois, d'une antichambre —. Ces quatre ouvrages funéraires remarquables, également appelés méghazils dans la région du nord-ouest syrien, sont chacun flanqué de quatre sculptures de lion[3].
- La dernière nécropole chronologiquement recensée — datée de la basse-période phénicienne —, également dénommée Nécropole de Bayada, est localisée dans la partie orientale du site d'Amrit. Plus homogène que les complexes funéraires antérieurs, cette dernière propose un panorama global constitué uniquement de simples monolithes de pierre dressés, surplombant chacun de ses caveaux funéraires[3].

### Une galerie funéraire remarquable
Se plaçant en vis-à-vis de la Nécropole de Bayada, on peut noter la présence d'une butte naturelle. Cette dernière est pourvue de deux hypogées, lesquels apparaissent, factuellement et de manière inédite, non souterrains mais excavés directement dans ladite butte sous forme d'une double galerie.
La galerie, creusée à flanc de roche, se sépare en deux parties distinctes au moyen d'un arc situé juste à l'entrée de l'ouvrage mortuaire. Chacune de ces deux sous-galeries se place exactement dans la ligne médiane formée par le dromos — en archéologie spécialisée à la civilisation phénicienne, ce terme désigne le couloir d'entrée à(aux) chambre(s) funéraire(s) —.
Dans le rapport de fouilles effectuées en 2003, l'archéologue Michel Al-Maqdissi, nous fournit de plus amples détails concernant la galerie.
- Il observe que l'arc de séparation des deux segments est soutenu par deux colonnes faisant office de soubassements[3] ;
- L'archéologue décrit le premier segment de galerie comme étant dans le prolongement du dromos;
- Ce segment se pourvoit de quatre portées creusées dans les flancs muraux de celui-ci. Un caveau funéraire est incorporé à chacune des portées. Directement posées à terre, et situées au-devant des quatre rangées tombales, on peut remarquer deux statues anthropomorphes façonnées par technique de sculpture dite de ronde-bosse. Ces sculpture ronde-bosselées en buste — debout —, figurent deux personnages l'un féminin et l'autre masculin. On estime qu'elles représenteraient probablement les commanditaires de la construction mortuaire[3] ;
- Le second segment est situé, quant à lui, dans la partie finale de l'excavation terrassée. Il se compose essentiellement d'une riche salle semi-circulaire, dont le centre est occupé par trois sarcophages. Ces derniers, d'excellente facture artisanale, sont assignés au début du IIe siècle — autrement dit, au cours de la période consignant la Syrie à un statut de province romaine —. De facto, on relève que les trois ouvrages funéraires sont façonnés dans un style typique syrio-hellénistique[3].

### LaMaison des ancêtres
Antérieurement remarquée par l'archéologue Ernest Renan lorsqu'il entreprend les fouilles de 1861, la toute dernière construction mortuaire mise au jour — au cours de la campagne de fouilles de 2010 —, est localisée au sud-est de la Nécropole Royale. Il s'agit d'un bâtiment ouvragé dans la pierre rocheuse, laquelle est propre au site d'Amrit. Sa façade s'agrémente de genre de renfoncements faisant probablement office de caveaux funéraires,. En outre, on distingue de nombreuses représentations sculptées et ciselées — dits nefechs —, apparaissant également sur le fronton de l'édifice et généralement associées aux cavités mortuaires. On estimerait que la structure funéraire dénommée Maison des Ancêtres serait un lieu d'accueil des dépouilles de défunts. On suppose que celle-ci participerait d'une sorte de rite d'hommage aux disparus,.
Placés sur l'un des côtés du tombeau collectif, d'autres renfoncements s'offrent au regard. Néanmoins, ces derniers sont de type votif, a contrario des cavités creusées en façade.

## Amrit: une agglomération proto-urbaine destinée au culte religieux

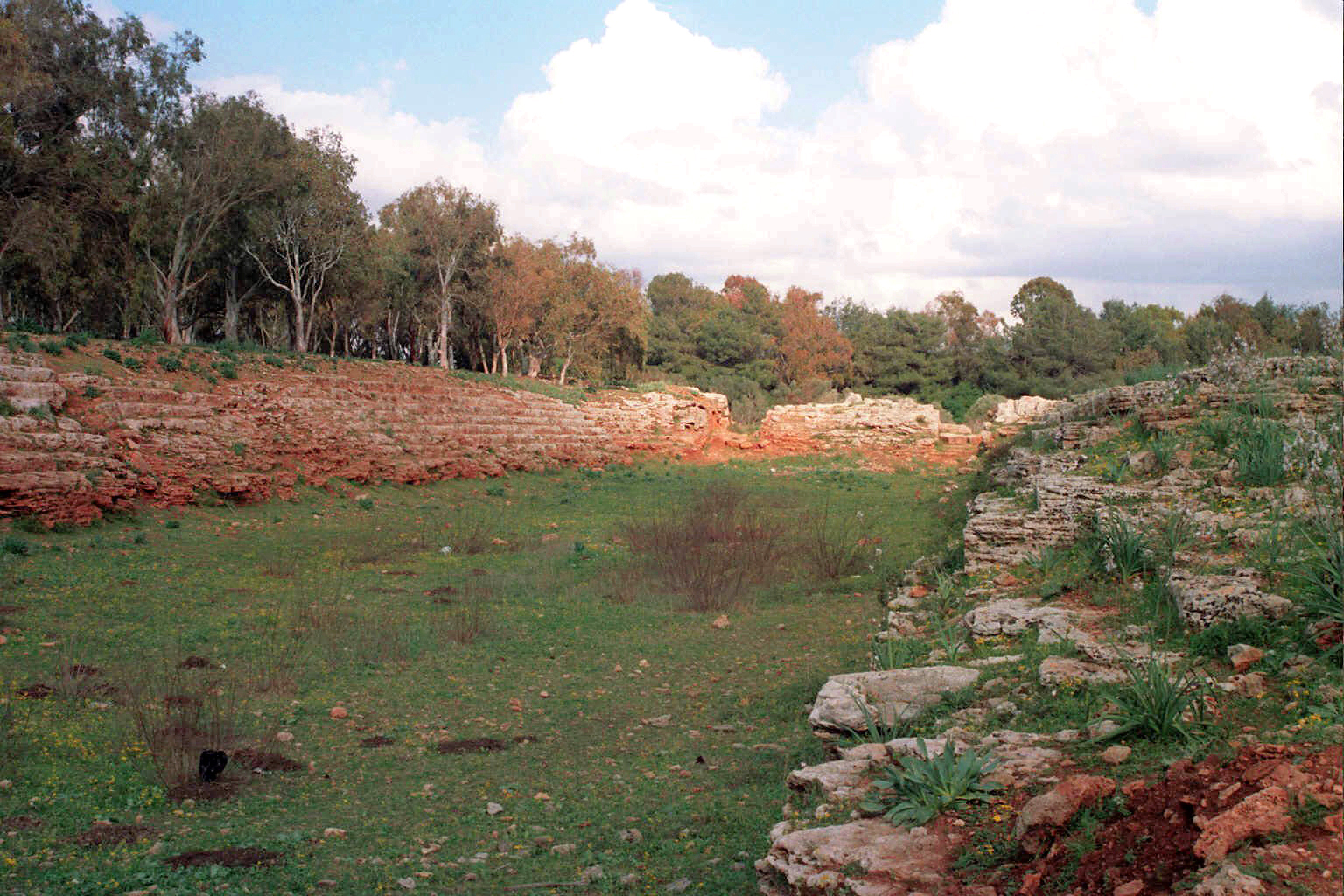
Enceinte et vestiges d'habitat du site antique d'Amrit, en Syrie.

### Panorama du site
Le complexe antique se présente comme une vaste concentration de bâtiments et d'édifices dont les destinations d'usage sont diverses. Ce dernier, localisé au sud-est de la ville de Tartous, s'étend le long du littoral syrien sur approximativement 7 kilomètres, pour une largeur maximale d'environ 2 kilomètres. En son milieu, l'aire antique est en grande partie couverte par les infrastructures du temple de Melqart, du stade olympique, des carrières et de l'édifice d'agrément des officiants religieux.
Le complexe antique phénicien, ne peut être considéré comme étant un site de typologie urbaine. Au contraire, il présente l'ensemble des caractéristiques d'un lieu proto-urbanisé. Ce dernier se compose d'une certaine quantité de groupes d'habitats disséminés sur la globalité de son aire d'édification,. En outre, la faiblesse des infrastructures de voirie — quelques artères d'acheminement tout au plus —, suggère le postulat d'une population de taille minimale qui serait probablement inférieure à celle d'un village de la période de l'Âge du Fer II,,.

### Le port
On a récemment découvert, situé dans la zone périphérique occidentale des ruines antiques, une petite infrastructure portuaire directement en vis-vis de l'Île d'Arados, laquelle est distante de 800 mètres. On estime que le complexe portuaire fait office de point d'accès aux populations îliennes, mais est également usité pour le transport maritime des fameuses ramleh extraites des carrières sises à Amrit,,.

### Les bâtiments des officiants cultuels
En lieu et place du tell mentionné précédemment, l'une des couches stratigraphiques étudiée par Michel Al-Maqdissi et l'équipe archéologique nous fournit un constat et une interprétation sans équivoque: celle-ci est constituée de vestiges d'un pied-à-terre dévolu aux prêtres. Attribué au courant du VIe siècle av. J.-C., la construction domestique est concrètement contemporaine du Sanctuaire dédié à Melqart. Il se présente sous la forme d'un parallélépipède dont l'architecture est épurée et sans fioriture. Outre ce logis de bonne taille, la recherche stratigraphique opérée sur le promontoire artificiel, révèle également l'existence de petits lieux d'habitation se superposant au bâtiment destiné aux personnalités officiantes, et assignable à une époque plus récente. Cette observation indique clairement une forme de pérennité d'une zone d'habitat — toutefois, de surface peu importante — à proximité du temple élevé en hommage au Dieu Guérisseur Phénicien,.

### Les groupes d'habitats proto-urbains
Les nombreuses estimations archéologiques effectuées par technique de sondage sur l'ensemble du site antique d'Amrit, démontrent une occupation d'aires d'habitats très faible. Totalement absente entre les emplacements funéraires et le centre religieux — exception faite de l'édifice destiné aux prêtres et de logements de villégiature situés non loin —, l'essentiel des lieux de vie identifiés au sein des ruines phéniciennes, se concentre le long du rivage méditerranéen, au voisinage du petit port d'agrément évoqué auparavant. Ces petites unités d'habitation ne constituent pas, en la demeure, d'un site urbain potentiel tels qu'une ville, voire également un village à l'époque étudiée. Au mieux, ces groupes d'habitats semblent plutôt déterminer une amorce préurbanistique, autrement dit une typologie proto-urbaine. Cette assertion corrobore la thèse qu'Amrit est avant tout un lieu de pèlerinage,,,.

### Une agglomération antique riche, mais néanmoins en danger
- Comme nous l'avons déjà évoqué auparavant, les vestiges du site phénicien d'Amrit proposent une perspective d'ensemble riche et originale. Riche de par sa diversité de structures architecturales et de l'enseignement historique, religieux et traditionnel qu'elle promeut et met en évidence — le sanctuaire de Melqart/Héraclès et du culte qui lui est associé; variété des nécropoles —. Originale, en regard de son aspect précurseur — notamment le stade olympique — et également en raison des concepts d'édification architecturaux uniques — utilisation des pierres calcaires dites ramleh; agencement et organisation spatiales des structures représentant les différentes fonctionnalités de l'agglomération d'Amrit —.

La situation géographique des ruines d'Amrit, c'est-à-dire en bordure du littoral méditerranéen, la place en marge des incursions et des raids de l'E.I. et des guerres civiles qui frappent l'État Syrien depuis 2009.
- Pour autant, le patrimoine antique unique que sont les vestiges d'Amrit font l'objet de deux fléaux depuis 2014.
- les monuments, éléments, artefacts et reliques constituant l'agglomération phénicienne quinquamillénaire sont l'objet de pillages et de trafics de pièces antiques, indéniablement pérennes et destructeurs[8],[9].
- Un projet balnéaire a vu le jour en 2010, situant une station estivale en lieu et place d'une bonne partie de l'ancien site phénicien. Michel Al-Maqdissi — nota bene: l'actuel Directeur des Recherches et des Fouilles en Syrie — nous en fait part et nous en alerte. Il précise que ledit projet est le résultat d'un accord passé entre un important consortium immobilier et l'État syrien. L'archéologue en chef syrien nous rapporte également que les terrains attenants à la quasi-globalité de l'aire d'occupation des vestiges d'Amrit sont rachetés en 2010, afin d'édifier les structures balnéaires. Enfin, Michel Al-Maqdissi, rappelle les difficultés et les contraintes auxquelles celui-ci et son équipe sont soumis pour mener à bien les fouilles et les recherches attenantes et in situ d'Amrit[7].